# Tomarops
Tomarops é um género de coleópteros da família Erotylidae.